# Próxima estación... Esperanza

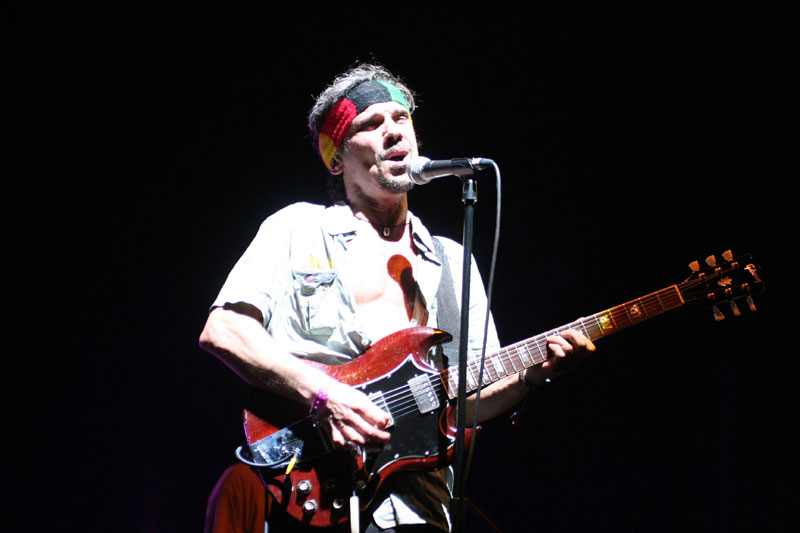
Manu Chao

Próxima estación... Esperanza (estilizado como ...próxima estación... Esperanza) es el segundo álbum de estudio como solista del cantautor francoespañol Manu Chao publicado en Europa en 2000 y de forma global el 4 de junio de 2001, a través del sello Virgin.
Dentro de los temas tratados por Manu Chao en este disco destacan la pérdida de la tierra, el amor, la doble moral y los problemas sociales que de esta se derivan, la marihuana, entre otros, que pese a ser temas melancólicos, tienen un aire más positivo que su álbum anterior Clandestino.
La música es una mezcla ecléctica de diversos ritmos latinos como la salsa, el calipso (en "Papito"), jazz de cabaret (en "Trapped by love"), reggae y una amplia cantidad de pequeñas piezas de cuñas de radio y televisión. 
El álbum se considera como el trabajo más conocido y vendido del artista, y uno de los discos más importantes en habla hispana. El sencillo Me Gustas Tú, es a su vez el más exitoso del músico y su canción más conocida.

## Antecedentes
Manu Chao lanzó su álbum debut Clandestino en 1998, siendo un éxito para su carrera como solista. Sin embargo, pese a su éxito Chao no volvió a lanzar material nuevo por casi 3 años. Sin embargo, el 2 de mayo de 2001, Manu Chao sorprendió a la prensa cuando lanzó el documental Próxima estación...Esperanza, en Barcelona.
Según explicó el artista, el largo silencio que tuvo desde 1998 se debió a que no tenía planeado volver a los escenarios, pese a que el álbum lo grabó entre 1999 y 2000. El artista también explicó a La Voz de Galicia que el álbum estaba listo para lanzarse en 2000, pero a raíz de una gira sorpresa por Latinoamérica el lanzamiento oficial se retrasó hasta su anunció en mayo de 2001.

## Lanzamiento y recepción
El álbum se lanzó en Europa en el año 2000, mientras que en el mercado de Estados Unidos se lanzó el 4 de junio de 2001 a través de Virgin Records. Fue bien recibido por la crítica y el sencillo "Me gustas tú" se convirtió rápidamente en un gran éxito, siendo una de las canciones más reconocidas en la carrera de Chao. 
El éxito del disco se debió en parte a que gozó de mejor promoción que el primer trabajo de Manu Chao.

## Contenido
En este álbum, Chao y otros cantan en árabe, inglés, francés, gallego, portugués, español y ruso. El título está inspirado en su paso por Valle Esperanza (Ibarra, Ecuador) en busca de hongos psicodélicos. 

### Título
El nombre proviene de un sample de un anuncio de la estación del Metro de Madrid, Línea 4, llamada Esperanza. Otra estación de la Línea 4, llamada Avenida de la Paz también se menciona varias veces en el álbum, pero las dos estaciones están en realidad a varias cuadras de distancia, y la muestra utilizada por Chao en realidad consiste en dos anuncios separados pegados juntos. 

### Frases radiales
El actor de doblaje Javier Dotu y un locutor del Metro demandaron a Chao por violación de los derechos de propiedad intelectual sobre el uso de sus voces, y cinco años después firmaron un acuerdo extrajudicial en el que Chao se comprometía a enviar a la prensa una carta reconociendo el error y el pago de una cantidad no revelada.
En el libro, brillan una trinidad de mensajes argentinos: Patricio Rey y sus Redonditos de Ricota, Martín Fierro y Miguel Cantilo. Citando el verso de los Redondos "Todo un palo" dice, dos veces, "...el futuro llegó hace rato...". Sigue con el pasaje clásico del Martín Fierro, de José Hernández: "Los hermanos sean unidos, porque ésa es la ley primera...". Y concluye con la frase "si no fuera por la música, no nos salva ni Tarzán", parte de una vieja canción, "La jungla tropical", que escribió y grabó Miguel Cantilo junto a su banda Punch, a comienzos de los '80. Para terminar con el librito, nótense las frases "can't get no satisfaction" (Rolling Stones) y "alta fidelidad".
Los fragmentos de transmisiones radiales o televisivas, ya vigentes en Casa Babylon y Clandestino, son una especie de cadena en la que se enganchan esas melodías como de dibujo animado -"Promiscuity", "Trapped by Love", "Me gustas tú", "Denia"- y frases poéticas simples -"mi vida, lucerito sin vela, charquito de agua turbia, burbuja de jabón", en "Mi vida"-. Hay de todo en el plan FX: desde el pato Donald gritando hasta, otra vez el efecto Larchuma, el fugaz relato de un partido de fútbol en portugués. 
También incluye separadores radiales, horarios y ciudades, eslóganes, noticieros que hablan de presidentes, pedazos de telenovelas, palabras desde el espacio del astronauta ruso Yuri Gagarin, publicidades de medicinas, clases de educación sexual para niños... También están los efectos especiales, como un ruido digital loopeado de bomba que cae; mucha jerga que hace apología de la marihuana; y frases sueltas como "calavera no llora", "ob-la-di, ob-la-da" (The Beatles) o temáticas "actuales" como el mal de la vaca loca o los residuos atómicos.

## Legado
El próximo presidente de España, José Luis Rodríguez Zapatero hizo mención del álbum en un discurso de agosto del 2001, haciendo referencia a la esperanza de los socialistas para todo el país.
En 2010 Próxima estación... Esperanza era mencionado en el puesto #65 por la revista Rolling Stone en el ranking Mejores álbumes de la década. En 2012, el álbum aparece en el #474 en la lista de Los 500 mejores álbumes de todos los tiempos según Rolling Stone.

## Lista de canciones
Todas las canciones escritas y compuestas por Manu Chao, excepto donde se indica. 
| N.º   | Título                                                      | Duración |  |
| 1.    | «Merry Blues»                                               | 3:36     |  |
| 2.    | «Bixo» (Manu Chao, Tito Vélez)                              | 1:52     |  |
| 3.    | «El Dorado 1997» (Manu Chao, François Meslouhi, Tito Velez) | 1:29     |  |
| 4.    | «Promiscuity»                                               | 1:36     |  |
| 5.    | «La primavera»                                              | 1:52     |  |
| 6.    | «Me gustas tú»                                              | 4:00     |  |
| 7.    | «Denia»                                                     | 4:39     |  |
| 8.    | «Mi vida»                                                   | 2:32     |  |
| 9.    | «Trapped By Love»                                           | 1:54     |  |
| 10.   | «Le Rendez Vous»                                            | 1:56     |  |
| 11.   | «Mr. Bobby»                                                 | 3:49     |  |
| 12.   | «Papito»                                                    | 2:51     |  |
| 13.   | «La chinita»                                                | 1:33     |  |
| 14.   | «La marea»                                                  | 2:16     |  |
| 15.   | «Homens» (Valéria dos Santos Costa, Manu Chao)              | 3:18     |  |
| 16.   | «La Vacaloca»                                               | 2:23     |  |
| 17.   | «Infinita tristeza»                                         | 3:56     |  |
| 45:33 |                                                             |          |  |

## Ficha técnica
- Grabado por Radio Bemba Clandestina, Malandro Studios.
- Diseño: Frank Loriou, Manu Chao.
- Fotografía: Jean-Baptiste Mondino, Rogelio Marta, Sofia, Tupa, Youri Lenquette.
- Producción: Manu Chao, Renaud Letang.
- Asistentes de grabación: Lord Von Sabas, Thomas Maulin, Maxi.